# Нова Весь (Намисловський повіт)
Нова Весь (пол. Nowa Wieś, нім. Erdmannsdorf) — село в Польщі, у гміні Домашовиці Намисловського повіту Опольського воєводства.
Населення — 75 осіб (2011).

## Демографія
Демографічна структура станом на 31 березня 2011 року:
|          | Загалом | Допрацездатний вік | Працездатний вік | Постпрацездатний вік |
| -------- | ------- | ------------------ | ---------------- | -------------------- |
| Чоловіки | 41      | 5                  | 31               | 5                    |
| Жінки    | 34      | 2                  | 18               | 14                   |
| Разом    | 75      | 7                  | 49               | 19                   |